# 60 днів
«60 днів» — радянський комедійний художній фільм 1940 року, знятий режисером Михайлом Шапіро на кіностудії «Ленфільм».

## Сюжет
Історія про те, як ексцентричного молодого професора відправили на військові збори, а він несподівано виявив стратегічний талант і «суворовську» рішучість.

## У ролях
- Микола Черкасов — Євген Антонович Антонов, професор
- Валентин Янцат — Петро Петрович Пугачов, лікар
- Борис Жуковський — директор інституту
- Зоя Федорова — Люсенька, лаборантка
- Григорій Любимов — майор Давидов, начальник військових курсів
- Олександр Янкевський — Булат, батальйонний комісар
- Іван Назаров — капітан Глазатов, викладач на військових курсах
- Євгенія Голинчик — листоноша
- Анна Сергєєва — офіціантка
- Михайло Іванов — командир запасу
- Віталій Поліцеймако — Волков, командир запасу
- Костянтин Злобін — командир запасу
- Микола Степанов — командир запасу
- В'ячеслав Волков — командир
- Михайло Погоржельський — командир запасу
- Борис Феодос'єв — командир запасу

## Знімальна група
- Режисер — Михайло Шапіро
- Сценарист — Серафим Кананикін
- Оператори — Олександр Гінцбург, Сергій Іванов
- Композитор — Сергій Мітін
- Художник — Олександр Блек